# Danske rekorder i atletik
Dette er en liste over de danske rekorder i atletik. Der findes danske rekorder for seniorer såvel udendørs som indendørs.
De officielle rekorder listes først og eventuelle forbedringer, som afventer godkendelser angives lige efter. Det samme gør tangeringer af rekorder.

## Mænd
- 60 meter Patrick Frandsen. Vejle atletik Klub 6,34 (12-08-2013)
- 60 meter Kristoffer Hari Hvidovre AM, 6,62 (04-02-2020)
- 100 meter Kojo Musah Aarhus 1900 10,14 (26-06-2021) forbedring af Simon Hansen Aarhus 1900 10,11 (26-06-2024) afventer godkendelse.
- 200 meter Simon Hansen Aarhus 1900 20,52 (05-09-2021)
- 300 meter Nick Ekelund-Arenander KIF 33,07 (22-06-2013)
- 400 meter Nick Ekelund-Arenander KIF 45,50 (13-07-2013) tangeret 15-08-2022 af Benjamin Lobo Vedel Aalborg AM og forbedring af Gustav Lundholm Nielsen Sparta Atletik 45,41 (14-07-2024) afventer godkendelse.
- 800 meter Wilson Kipketer IF Sparta 1:41,11 (24-08-1997). Verdensrekord indtil 22-08-2010.
- 1000 meter Wilson Kipketer IF Sparta 2:16,29 (23-08-1995)
- 1500 meter Robert K. Andersen IF Sparta 3:31,17 (13-08-1997)
- 1 mile Robert K. Andersen IF Sparta 3:50,79 (26-08-1997)
- 2000 meter Mogens Guldberg IF Sparta 4:59,56 (15-09-1987)
- 3000 meter Mogens Guldberg IF Sparta 7:43,78 (13-09-1989)
- 5000 meter Dennis Jensen IF Sparta 13:25,39 (05-08-2000) forbedring af Joel Ibler Lillesø Bagsværd Atletik Club 13:22,74 (15-06-2024) afventer godkendelse.
- 5km Thijs Nijhuis Viborg AM 13:48 (14-02-2021) forbedring af Axel Vang Christensen FIF Hillerød 13:42 (13-02-2022) afventer godkendelse.
- 10,000 meter Carsten Jørgensen Blovstrød Løverne 27:54,76 (04-04-1998)
- 10km Klaus Hansen Skovbakken 28:25 (14-05-1995) forbedring af Axel Vang Christensen FIF Hillerød 28:21 (14-01-2024) afventer godkendelse.
- 15km Henrik Jørgensen Herlev Atletik 43:42 (13-12-1986)
- 1 times løb Abdi Hakin Ulad Hvidovre Atletik & Motion 19,985 (04-09-2020)
- 20km Abdi Hakin Ulad Hvidovre Atletik & Motion 59:07 (24-03-2018)
- Halvmaraton Carsten Jørgensen Blovstrød Løverne 1:01:55 (27-09-1998)
- Maraton Jacob Sommer Simonsen AGF 2:07:51 (29-09-2024)
- 100 km Kenneth Munk 6:57:35 (24-04-2010)
- 160 km (100 Miles) Emil Krog Ingerslev AGF 13:09:02 (11-09-2023)
- 24 timers løb Kim Hansen Viborg AM 257,753 km (11-04-2015) forbedring af Emil Krog Ingerslev AGF 267,151 km (02-06-2024) afventer godkendelse.
- 110 meter hæk Andreas Martinsen Aarhus 1900 13,50 (20-06-2017)
- 200 meter hæk Claus Hirsbro Trongården 23,1 (20-05-1992)
- 400 meter hæk Nicolai Hartling Sparta Atletik 50,01 (10-08-19)
- 3000 meter forhindring Ole Hesselbjerg Sparta Atletik 8:20,42 (08-06-2021)
- Højdespring Janick Klausen Aarhus 1900 2,28 m (20-06-2019)
- Stangspring Piotr Buciarski IF Sparta 5,75 m (27-04-2002)
- Længdespring Morten Jensen IF Sparta 8,25 m (02-07-2005)
- Trespring Anders Møller Århus 1900 16,88 m (24-07-2005)
- Kuglestød  Joachim B. Olsen Århus 1900 21,61 m (CAG 2007)
- Diskoskast Steen Hedegård Holte Atletik 61,30 m (30-08-1977)
- Hammerkast Jan Bielecki IF Sparta 77,02 m (08-09-2002)
- Spydkast Kenneth Petersen Københavns IF 81,22 m (05-08-1989)
- Vægtkast (15,89kg) Jan Bielecki IF Sparta 21,95 m (08-08-2004)
- Vægtkast (15kg) Jan Bielecki IF Sparta 22,86 m (20-07-1997)
- Kastefemkamp Jan Cordius Fredensborg AK 4895 point (04-06-1995)
- Femkamp Lars Warming Århus 1900 3851 point (05-06-1987)
- Tikamp Lars Warming Århus 1900 7994 point (19-06-1988)
- 4x100 meter Landshold 39,06 (01-05-2021)
- 4x100 meter klubhold Sparta Atletik 38,16 (05-08-2021)
- 4x200 meter IF Sparta 1:25,53 (03-06-1989) tangeret af samme klub 19-05-1990
- 4x400 meter Landshold 3:07,08  (02-07-2011)
- 4x400 meter klubhold Sparta AM 3:09,80 (24-05-2014)
- 4x800 meter Århus 1900 7:27,3 (21-08-1987)
- 4x1500 meter IF Sparta 15:18,5 (02-08-1986)
- 20km gang Claus Jørgensen MK Nørrevang 1:22:18 (11-05-1996)
- 50km gang Jacob Sørensen Sdr. Omme IF 3:51:46 (15-06-2002)

## Kvinder
- 100 meter Ida Karstoft Sparta Atletik & Løb 11,32 (11-06-2022)
- 200 meter Ida Karstoft Sparta Atletik & Løb 22,67 (16-06-2022) forbedring 22,60 (12-04-2024) afventer godkendelse
- 300 meter Sofie Abildtrup IF Sparta 38,74 (27-08-2002)
- 400 meter Rikke Rønholt IF Sparta 52,84 (06-07-2006)
- 800 meter Annemarie Nissen Sparta 2:00,10 (03-08-2023)
- 1000 meter Gitte Karlshøj Køge Atletik 2:43,7 (27-09-1990)
- 1500 meter Sofia Thøgersen Sparta Atletik & Løb 4:05,34 (19-08-2023)
- 1 mile Loa Olafsson Københavns IF 4:30,2 (25-05-1978)
- 2000 meter Gitte Karlshøj Køge Atletik 5:43,7 (18-09-1991)
- 3000 meter Loa Olafsson Københavns IF 8:42,3 (27-06-1978)
- 5000 meter Anna Emilie Møller Blovstrød Løverne 15:07,11 (14-07-2019)
- 10,000 meter Loa Olafsson Københavns IF 31:45,4 (06-04-1978)
- 10km Dorthe Skovshoved Rasmussen Glostrup IC 32:06 (09-01-1983)
- 15km Dorthe Skovshoved Rasmussen Glostrup IC 49:08 (23-06-1991)
- 20km Dorthe Skovshoved Rasmussen Glostrup IC 1:07:06 (28-11-1982)
- Halvmaraton Dorthe Skovshoved Rasmussen Glostrup IC 1:09:48 (24-03-1991) forbedring af Sara Schou Kristensen Aarhus Gymnastikforening af 1880 1:11:07 (11-02-2024) afventer godkendelse
- Maraton Dorthe Skovshoved Rasmussen Glostrup IC 2:29:34 (23-04-1989)
- 100 km Anni Lønstad Olympia Maribo 7:53:15 (16-04-1994) forbedring af Begitte Hansen Team Meins RUNing Løbeklub 7:51:34 (13-04-2024)
- 24 timers løb Stine Rex SIK 80 243,749 km (27-10-2019) forbedring af Katja Lykke Tonstad AC Pain 248049 (02-12-2023)
- 100 meter hæk (84,0cm) Mette Graversgaard Aarhus 1900 Atletik og Løb 12,83 (24-05-2023)
- 200 meter hæk Dorte Wolfsberg Frederiksberg IF 27,3 (07-07-1981)
- 400 meter hæk (76,2cm) Sara Slott Petersen Århus 1900 53,55 (18-08-2016)
- 2000 meter forhindring Louise Mørch IF Sparta 6:33,81 (14-06-2005)
- 3000 meter forhindring Anna Emilie Møller[1] Blovstrød Løverne 9:13,46 (30-09-2019)
- Højdespring Pia Zinck Århus 1900 1,94 m (08-08-1997)
- Stangspring Caroline Bonde Holm Sparta Atletik og Løb 4,55 m (17-08-2022)
- Længdespring Renata Pytelewska Nielsen Århus 1900 6,96 m (05-06-1994)
- Trespring Janne Nielsen Aarhus 1900 Atletik og Løb 13,99 m (13-09-2020)
- Kuglestød (4kg) Thea Jensen Hvidovre Atletik & Motion 16,97 m (26-05-2022)
- Diskoskast (1kg) Lisa Brix Pedersen Sparta Atletik og Løb 62,22 m (24-06-2023)
- Hammerkast (4kg/121,5cm) Katrine Koch Jacobsen Sparta Atletik og Løb 74,22 m (08-06-2022)
- Spydkast (600g) Christina Scherwin IF Sparta 64,83 m (09-09-2006)
- Vægtkast (9,08kg) Lise Lotte Jepsen Odense Atletik - O.G.F. 18,74 m (21-08-2021)
- Kastetrekamp Christina Scherwin IF Sparta 2616 point (16-08-2003)
- Kastefirekamp Christina Scherwin IF Sparta 3191 point (16-08-2003)
- Kastefemkamp Annesofie Hartmann Nielsen Hvidovre Atletik & Motion 3778 point (26-08-2023)
- Syvkamp Dorte Klein Esbjerg AF 5722 point (28-08-1983) forbedring af Betty Marie Ramsgaard Jensen 5833 point (26-05-2024)
- 4x100 meter landshold 43,46 (22-07-2022)
- 4x100 meter klubhold IF Sparta 46,43 (06-09-2020)
- 4x200 meter landshold 1:37,80 (02-05-2021)
- 4x200 meter klubhold Århus 1900 1:39,35 (29-08-1992)
- 4x400 meter landshold 3:36,2 (19-09-1969)
- 4x400 meter klubhold Sparta Atletik og Løb 3:38,65 (23-06-2001)
- 4x800 meter klubhold Århus 1900 8:51,54 (05-08-1990)
- 1500 meter gang Gunhild Klarskov Sdr. Omme IF 6:45,0 (26-07-1983)
- 3000 meter gang Gunhild Klarskov Sdr. Omme IF 13:46,1 (04-07-1987)
- 5000 meter gang Gunhild Klarskov Sdr. Omme IF 23:25,4 (21-09-1985)
- 10km gang Karin Jensen Sdr. Omme IF 48:31 (19-09-1991)
- 20km gang Gunhild Klarskov Sdr. Omme IF 1:45:28 (08-05-1986)

## Mænd indendørs
- 50 meter Martin Krabbe AK Holstebro 5,75 18-12-2010
- 60 meter Kojo Musah Aarhus 1900 Atletik og Løb 6,56 30-01-2022
- 200 meter Benjamin Lobo Vedel Aalborg AM 20,97 22-02-2019
- 400 meter Benjamin Lobo Vedel Københavns IF 45,67 19-03-2022
- 800 meter Wilson Kipketer IF Sparta 1:42,67 09-03-1997
- 1000 meter Wilson Kipketer IF Sparta 2:14,96 20-02-2000
- 1500 meter Mogens Guldberg IF Sparta 3:38,85 28-02-1991 forbedring af Kristian Uldbjerg Hansen Aarhus Gymnastikforening af 1880 3:38,54 (03-02-2024) afventer godkendelse
- 1 mile Mogens Guldberg IF Sparta 3:59,13 26-02-1988 forbedring af Kristian Uldbjerg Hansen Aarhus Gymnastikforening af 1880 3:53,80 (08-02-2024) afventer godkendelse
- 3000 meter Mogens Guldberg IF Sparta 7:44,76 10-03-1991
- 5000 meter Lars Juhl Århus 1900 14:22,54 11-03-2000
- 50 meter hæk Andreas Martinsen AK-Holstebro 6,77 12-02-15
- 60 meter hæk Andreas Martinsen AK-Holstebro 7,68 03-03-2017 og tangeret samme dag.
- Højdespring Michael Mikkelsen IF Sparta 2,27 m 04-03-1990 tangering af Janick Klausen Århus 1900 04-03-2011
- Stangspring Martin Voss Århus 1900 5,72 m 25-02-1995
- Længdespring Morten Jensen IF Sparta 8,18 m 08-02-2006
- Trespring Anders Møller Århus 1900 17,01 m 12-02-2006
- Kuglestød Joachim B. Olsen Århus 1900 21,63 m 25-02-2004
- Syvkamp Christian Gundersen 5613 point 04-02-2024
- 4x200 meter Landshold 1:25,10 14-02-2015
- 4x200m klubhold IF Sparta AM 1:26,50 21-02-15

## Kvinder indendørs
- 50 meter Dorte Wolfsberg Frederiksberg IF 6,33 22-02-1981
- 60 meter Ida Karstoft Sparta Atletik og Løb 7,24 03-02-2022
- 200 meter Ida Karstoft Sparta Atletik og Løb 23,22 13-02-2022
- 400 meter Sara Slott Petersen Århus 1900 52,59 12-02-2016
- 800 meter Heidi K. Jensen Køge Atletik 2:02,33 17-02-2000
- 1000 meter Tina Krebs Fremad Holbæk 2:44,90 01-03-1986
- 1500 meter Tina Krebs Fremad Holbæk 4:10,20 09-02-1985
- 1 mile Sofia Thøgersen Sparta Atletik og Løb 4:29,13 30-01-2024
- 3000 meter Alberte Kjær Pedersen Aarhus Gymnastikforening af 1880 9:00,80 04-03-2021 forbedring af Sofia Thøgersen Sparta Atletik og Løb 8:50,26 03-02-2024 afventer godkendelse
- 50 meter hæk Mette Graversgaard Århus 1900 7,28 28-12-2015
- 60 meter hæk Mette Graversgaard Aarhus 1900 Atletik og Løb 7,92 05-03-2023
- Højdespring Pia Zinck Århus 1900 1,90 m 07-03-1997 tangeret 31-01-1998
- Stangspring Caroline Bonde Holm Sparta Atletik og Løb 4,50 m 19-02-2022
- Længdespring Renata Nielsen Århus 1900 6,77 m 12-03-1995
- Trespring Janne Nielsen Aarhus 1900 Atletik og Løb 13,72 m 29-02-2020
- Kuglestød Trine Mulbjerg Sparta AM 16,76 m 28-02-2015
- Femkamp Tine Bach Ejlersen Århus 1900 4072 point 03-02-2013
- 3000 meter kapgang Gunhild Kristiansen Sdr. Omme IF 14:11,0 24-02-1991
- 4x200 meter Landshold 1:38,08 17-02-2019
- 4x200 meter Århus 1900 1:38,55 17-02-2024